# Halobrecthina
Halobrecthina är ett släkte av skalbaggar. Halobrecthina ingår i familjen kortvingar.
Kladogram enligt Catalogue of Life:
| Halobrecthina | \| \| Halobrecthina opacipes \| \| \| \| \| \| Halobrecthina sibylla \| \| \| \| |
|               | \| \| Halobrecthina opacipes \| \| \| \| \| \| Halobrecthina sibylla \| \| \| \| |
|               | Halobrecthina opacipes                                                           |
|               |                                                                                  |
|               | Halobrecthina sibylla                                                            |
|               |                                                                                  |